# Vostok ne répond plus
Vostok ne répond plus est la cinquante-sixième histoire de la série Les Aventures de Buck Danny de Frédéric Zumbiehl. Elle est publiée sous forme d'album en 2018.
Elle est la première partie d'une trilogie.

## Résumé
Buck Danny et ses deux compères participent à la mission "Grand froid" du F-35B, la traversée de l'Antarctique vers le porte-avions Charles de Gaulle qui les attend de l'autre côté du continent. Leur première escale est la base polaire d'Amundsen-Scott. Sonny Tucson a eu un petit problème avec son avion. Sur place, Buck Danny fait connaissance avec Natalya Shemyova, une séduisante virologiste russe. Le lendemain, la jeune femme quitte la base pour rejoindre Vostok. Le soir même, Danny est réveillé par l'un des hommes de la base, ils ont capté un SOS venant de Vostok.
Buck est inquiet pour Natalya et veut aller voir sur place. Il part avec Sonny, chacun à bord de son F-35B, suivi d'un Hercules, avec à son bord une équipe de sauvetage. Survolant la zone, ils découvrent l'endroit en train de brûler. Les deux pilotes posent leur avion pour voir de plus près s'il y a des survivants. Mais la base a été désertée, il ne subsiste que des traces de chenillettes que le duo suit en avion. Ayant repéré un avion inconnu, Sonny laisse Buck et part à sa rencontre. C'est le Hercules de Lady X qui abat froidement le jet de Sonny à coups de pistolet. Buck de son côté a rejoint les chenillettes qui sont attaquées par la troupe de Lady X en jet-ski. Non-armé, Buck réussit cependant à enflammer les assaillants avec son réacteur. Mise en déroute, Lady X réussit à s'emparer de Victor Tokov, un des scientifiques de Vostok qui détient un échantillon de virus ultra-puissant. Buck atterrit afin de porter secours à Natalya qui a pris une balle. Une tempête menaçant, Buck emmène Natalya en chenillette vers la base russe de Mirny. Sonny s'étant éjecté au milieu de nulle part, est sauvé in-extremis par un géologue russe qui se dirigeait vers Mirny.
Lady X arrive également sur cette base, y détruit les communications et s'envole avec son équipe et le virus sur un Antonov An-12 réquisitionné juste avant l'arrivée de Buck et Sonny. Mirny n'étant pas équipée pour opérer Natalya, Buck et Sonny utilisent alors un Antonov An-2 présent sur la base pour rejoindre le Charles-de Gaulle croisant sur la côte est. Là ils sont mis en quarantaine par la CIA avant l’hospitalisation de Natalya. Celle-ci rentre dans le coma et Buck commence à désespérer.

## Contexte historique
La base antarctique Vostok est une station de recherche russe (anciennement soviétique) installée en Antarctique depuis 1957 à l'occasion de l'année géophysique internationale, pour l'étude du climat.
C'est la plus isolée des stations de recherche sur le continent Antarctique. Le site a été choisi parce qu'il offre des possibilités de forages profonds.
La base Vostok se situe au-dessus du lac le plus austral du monde, le lac Vostok. Des études scientifiques dans les domaines de la géophysique, de la climatologie et de la médecine y sont effectuées. La station abrite en temps normal 25 scientifiques en été et 13 en hiver.

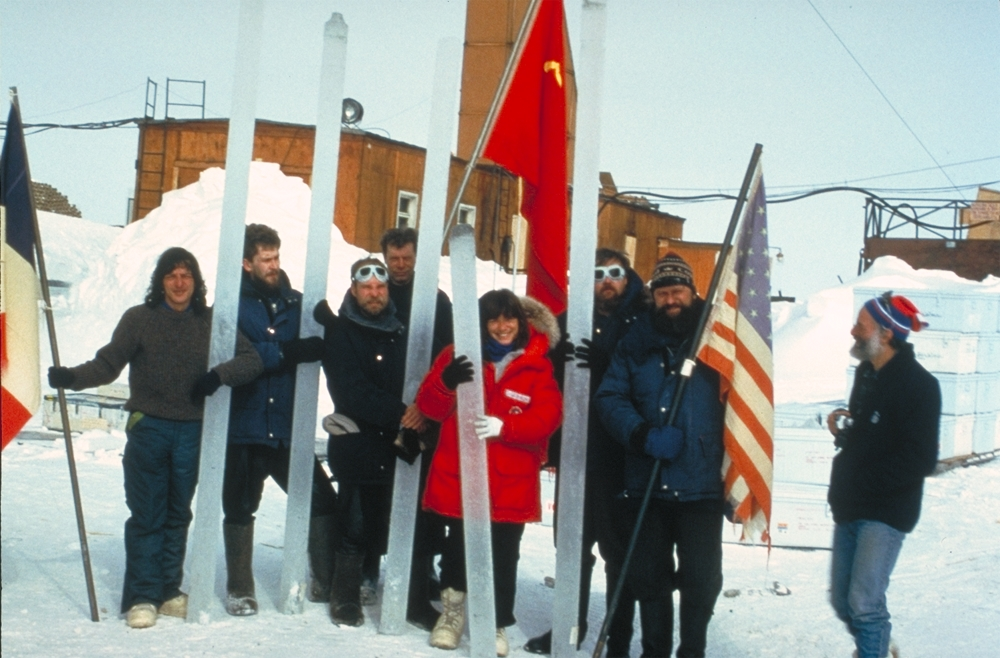
Scientifiques tenant des carottes de glace devant la station.

Évolutions de la concentration en CO_{2} atmosphérique et des températures, données de Vostok complétées par EPICA.

Dans les années 1970, l'Union soviétique effectua à Vostok une série de forages à une profondeur comprise entre 500 et 952 mètres. Ces forages avaient pour but d'étudier la teneur en oxygène isotopique de l'eau composant les calottes et permirent de montrer que ces calottes contenaient de la glace datant de la dernière glaciation à une profondeur supérieure à 400 mètres. Ensuite trois autres forages furent effectués. Le trou 3G atteignit une profondeur finale de 2 202 mètres en 1984, le trou 4G atteignit une profondeur finale de 2 546 mètres en 1990 et enfin le trou 5G atteignit la profondeur de 2 755 mètres en 1993. Après une brève interruption durant l'hiver 1995 le forage du trou 5G reprit et en 1996 il fut stoppé à une profondeur de 3 623 mètres à la demande de la communauté scientifique sur la recherche en Antarctique qui exprimait son inquiétude d'une possible contamination des eaux du lac Vostok. L'étude de la carotte glaciaire extraite grâce à ce forage permit de connaître le climat passé sur une période longue de 420 000 ans. Pendant longtemps ce fut la seule carotte glaciaire dont les données couvraient plusieurs cycles glaciaires. Mais en 2004 la carotte glaciaire de l'EPICA permit de connaître le climat passé sur une période de temps encore plus longue. En 2003 le forage put reprendre mais fut stoppé à une distance estimée de seulement 130 mètres des eaux du lac Vostok.
Bien que le forage de Vostok atteigne une profondeur de 3 623 mètres, l'extrémité finale de la carotte ne contient plus d'informations relatives au climat passé car il s'agit de glace provenant du regel des eaux du lac Vostok. En fait seuls les 3 310 premiers mètres de la calotte glaciaire contiennent des informations exploitables pour la connaissance du paléoclimat.
Le forage, repris en janvier 2012, atteignit le lac Vostok le 5 février 2012.

## Personnages
- Buck Danny
- Jerry Tumbler
- Sonny Tuckson
- Lady X
- Natalya Shemyova